# Агнес Ейрс
Агнеса Ейрс (англ. Agnes Ayres, при народженні Агнеса Ейр Генкель (англ. Agnes Eyre Henkel), 4 квітня 1898 — 25 грудня 1940) — американська акторка, популярна за епохи німого кіно.

## Біографія
Акторську кар'єру почала 1914 року на кіностудії «Essanay Studios» в Чикаго, де знялася у Чапліна в фільмі «Його нова робота», а потім продовжила кінокар'єру в Нью-Йорку.
Її кар'єра почала стрімко розвиватися після того, як її помітив засновник студії «Paramount Pictures» Джесі Лакс, завдяки якому вона зіграла декілька головних ролей на його студії. Лакс також допоміг її добитися кількох ролей в картинах Сесіла Де Мілля, серед яких «Справа Анатоля» (1921) і «Десять заповідей» (1923). Статусу зірки Ейрс досягла 1921 року після ролі у фільмі «Шейх» з Рудольф Валентіно, а потім з'явилася і в його продовженні «Син шейха» в 1926 року.
До середини 1920-х її відносини з Джессі Лаксом помітно погіршилися, і це послужило причиною помітного спаду в кар'єрі. До того часу акторка вже двічі була одружена і народила дочку. 1929 року Агнес Ейрс втратила все своє майно під час біржового краху, і того ж року виконала свою останню велику роль у фільмі «Справа Донована».
Невдачі в кіно змусили її покинути великий екран і заробляти на життя участю в водевілях. 1936 року вона спробувала відродити кар'єру в кіно, але, добившись лише пари епізодичних ролей у малопомітних фільмах, рік по тому остаточно залишила кінематограф.
1939 року акторка втратила права опіки над дочкою і останні роки провела в повному відчаї в санаторії.  
Агнес Ейрс померла від інсульту на Різдво 1940 року. 

## Пам'ять
За внесок в кінематограф була удостоєна зірки на Голлівудської алея слави.

## Фільмографія
- 1915 — Його нова робота / His New Job — (немає в титрах)
- 1919 — Священне мовчання / Sacred Silence —Медж Саммерс
- 1921 — Шейх / The Sheik — Діана Мейо
- 1921 — Кеппі Рікс / Cappy Ricks — Флорі Рікс
- 1923 — Голлівуд / Hollywood — грає саму себе
- 1923 — Десять заповідей / The Ten Commandments
- 1926 — Син шейха/  The Son of the Sheik — Діана, дружина шейха
- 1929 — Справа Донована
- 1937 — Дівчина Салема — (немає в титрах)